# The History: 1984–2000
The History: 1984–2000 – kompilacja utworów zespołu Pendragon wydana w 2000.

## Spis utworów
Album zawiera utwory:
1. The Walls of Babylon – 10:44
2. The Shadow – 9:55
3. Total Recall – 7:05
4. The Voyager – 12:15
5. The Black Knight – 9:58
6. And We'll Go Hunting Deer – 7:14
7. Am I Really Losing You? – 4:47
8. The King of the Castle – 4:43
9. Paintbox – 4:23
10. VIDEO: The Last Waltz – 5:18

## Skład zespołu
Twórcami albumu są:
- Nick Barrett – śpiew, gitara
- Rik Carter, Clive Nolan – instrumenty klawiszowe
- Peter Gee – gitara basowa, gitara
- Nigel Harris, Fudge Smith – instrumenty perkusyjne
- Tracy Hitchings – dodatkowy śpiew